# Langobardenwerkstatt Zethlingen

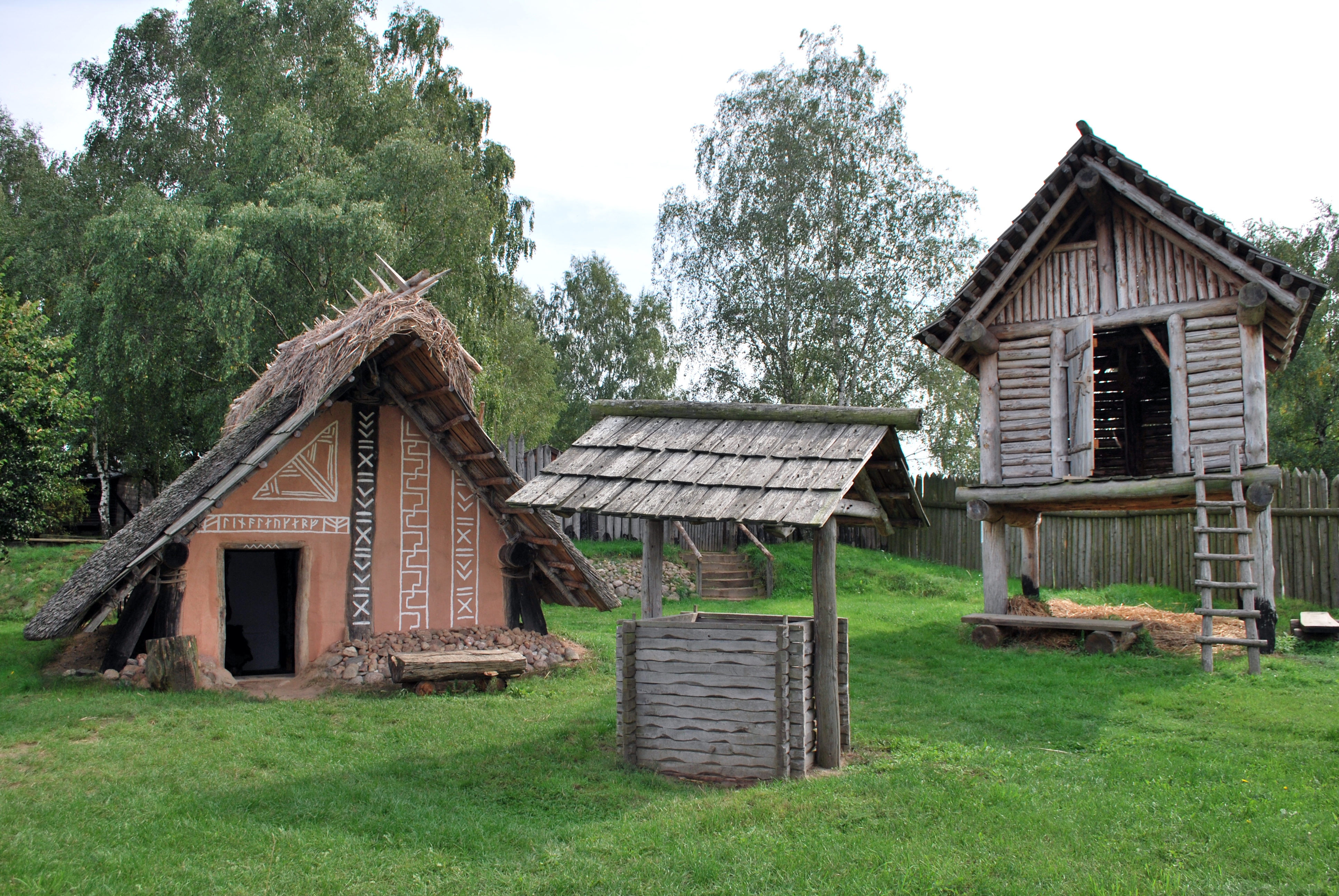
Langobardenwerkstatt Zethlingen, das Webhaus mit Brunnen und Hochspeicher

Die Langobardenwerkstatt Zethlingen ist ein archäologisches Freilichtmuseum auf dem Mühlenberg von Zethlingen, einem Ortsteil von Kalbe (Milde) und eine Außenstelle des Johann-Friedrich-Danneil-Museums in Salzwedel.

## Siedlungskammer Zethlingen in der Römischen Kaiserzeit
Spätestens seit den 1820er Jahren ist bekannt, dass sich auf dem Zethlinger Mühlenberg ein Brandgräberfeld der späten römischen Kaiserzeit und Völkerwanderungszeit befindet. Fast 2000 Gräber wurden seither ausgegraben. Die Belegung erfolgte vom 2. bis in das 6. Jh. n. Chr. Es wird den frühen Langobarden oder elbgermanischen Gruppen zugeschrieben. Zur Zethlinger Siedlungskammer gehören außerdem ein Eisenverhüttungsplatz am südwestlichen Hang des Mühlenberges sowie zwei Siedlungsplätze nordöstlich des heutigen Dorfes Zethlingen und in der Feldmark Cheinitz.

## Freilichtmuseum
Auf den ehemaligen Ausgrabungsflächen auf dem Mühlenberg wurde zunächst 1990 ein archäologisches Experimentiergelände angelegt. Durchgeführt wurden unter anderem Experimente zu Eisenverhüttung, Hausbau, Kammmacherei, Keramikbrand, Kalkbrennen, Textiltechniken und Totenritual.
Die Langobardenwerkstatt Zethlingen ist außerdem Außenstelle des Danneil-Museums und hat eine museumspädagogische Ausrichtung. Sie zeigt Rekonstruktionen typischer Hausformen und Wirtschaftsgebäude der römischen Kaiserzeit aus der Zethlinger Siedlung und der westlichen Altmark, ergänzt durch museumspädagogische Werkstattbereiche und Ausstellungen zum Fundplatz.
Mehrmals im Jahr finden offene Werkstatttage sowie Ferienwerkstätten statt, an denen das Handwerk und Leben der frühen Langobarden in der Altmark gezeigt und selbst ausprobiert werden kann. In der Saison von Mai bis September können darüber hinaus Aktionstage und Führungen für Schulklassen und andere Gruppen gebucht werden.